# Bronnenpark (tramhalte)
Bronnenpark (Frans: Parc des Sources) is een tramhalte van de Brusselse vervoersmaatschappij MIVB, gelegen in de gemeente Sint-Pieters-Woluwe.

## Geschiedenis
Oorspronkelijk werd de halte Bronnenpark bediend door buslijn 42 dat tussen Trammuseum en Viaduct E40 reed. Met de start van de werken aan de Woluwelaan in het najaar van 2016 werd de halte afgeschaft. Echter is het ook zinvol te melden dat de MIVB al eerder de intentie had om de tram tot Bronnenpark te laten rijden, en hem niet te beperkten tot Trammuseum. Omwille van afgekeurde stedenbouwkundige vergunningen werd besloten om het eindpunt van tramlijn 94 tot Trammuseum te beperken bij de verlenging van deze tramlijn vanuit Herrmann-Debroux op 14 maart 2011.
De bouw van de halte Bronnenpark maakt deel uit van de verlenging van tramlijn 94 naar Roodebeek vanuit Trammuseum. De werken aan de Woluwelaan gingen van start in het najaar van 2016 en de eerste sporen werden op 26 oktober 2016 geplaatst. De werken aan de omgeving van de halte Bronnenpark duurden tot november 2017, een tweetal maanden langer dan vooraf gepland.
In de maand november 2017 werden de perrons gebouwd en de bijhorende voorzieningen (wachthokjes, zebrapaden, verkeerslichten e.d.) geïnstalleerd. Het perron van de halte Bronnenpark richting Trammuseum wordt door buslijn 42 richting Viaduct E40 gebruikt als tijdelijke halte.

## Situering
Hoewel de halte Bronnenpark van buslijn 42 zich tot in het najaar van 2016, telkens na het kruispunt met de verkeerslichten bevond in beide richtingen van de Woluwelaan, zal de tramhalte zich voor het kruispunt met de Stationsstraat bevinden. Tramlijn 94 rijdt bovendien langs de Woluwelaan tot Roodebeek steeds aan de rechterkant.
Volgens de stedenbouwkundige vergunningen zullen beide perrons zich tegenover elkaar bevinden, ter hoogte van de Decockxstraat, gelegen naast de Rob-winkel. De sporenbekleding ter hoogte van de perrons zal bestaan uit asfalt, terwijl dit gras zal zijn op de overige delen. De toegang tot de perrons zal mogelijk zijn dankzij twee zebrapaden die de volledige Woluwelaan zullen oversteken: enerzijds ter hoogte van de Decockstraat, anderzijds ter hoogte van de Stationsstraat.

## Overige
In relatie met de eerdere plannen van de MIVB om tramlijn 94 tot Bronnenpark te laten rijden bij de verlenging van 14 maart 2011 is het relevant mee te delen dat de filmrollen van PCC 77xx/78xx en PCC 79xx voorzien zijn geweest van aanduidingen "94 Bronnen / Sources" bij de samenstelling van 30 juni 2008. Op 1 februari 2010 werden deze vervangen door "94 Trammuseum / Musée du Tram"

## Afbeeldingen

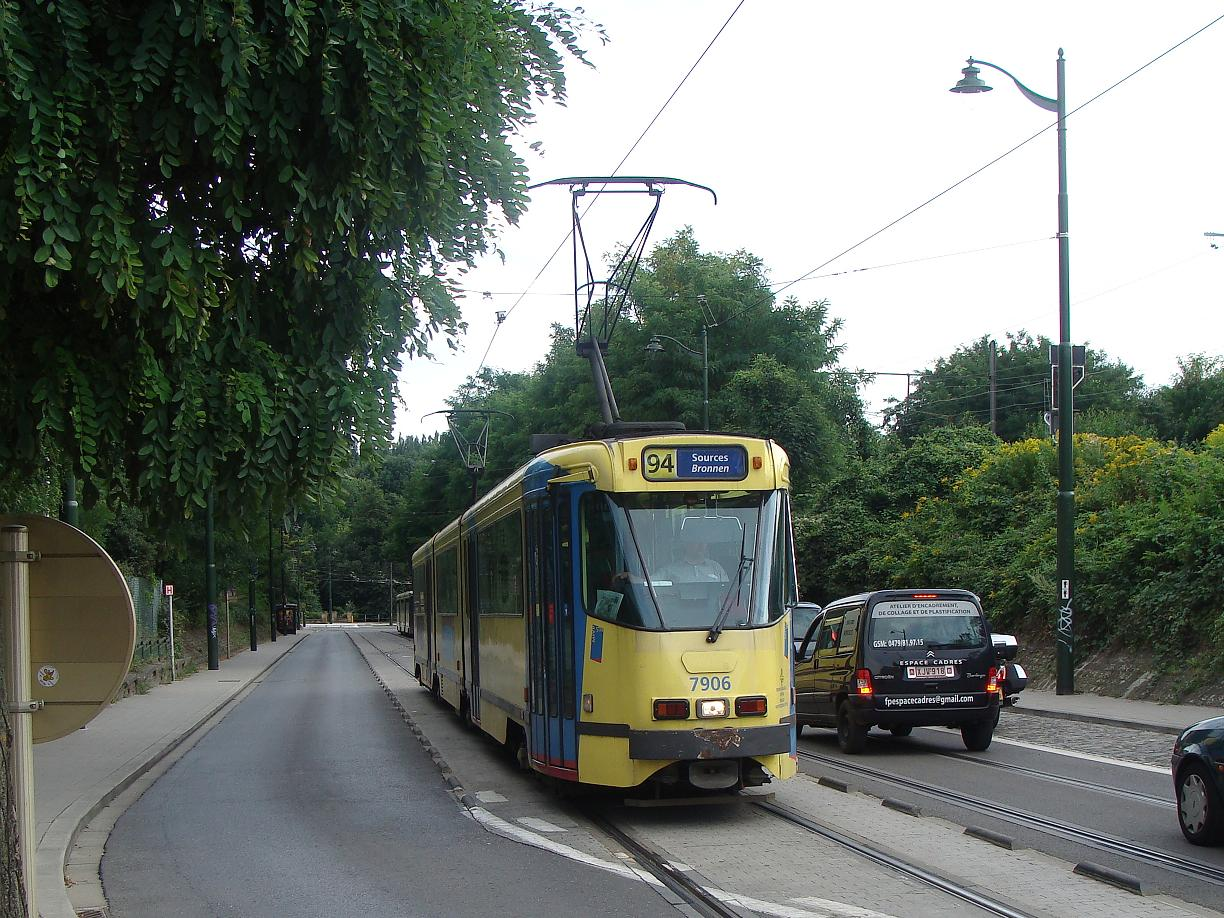
PCC 7906 met aanduiding "94 Bronnen / Sources"
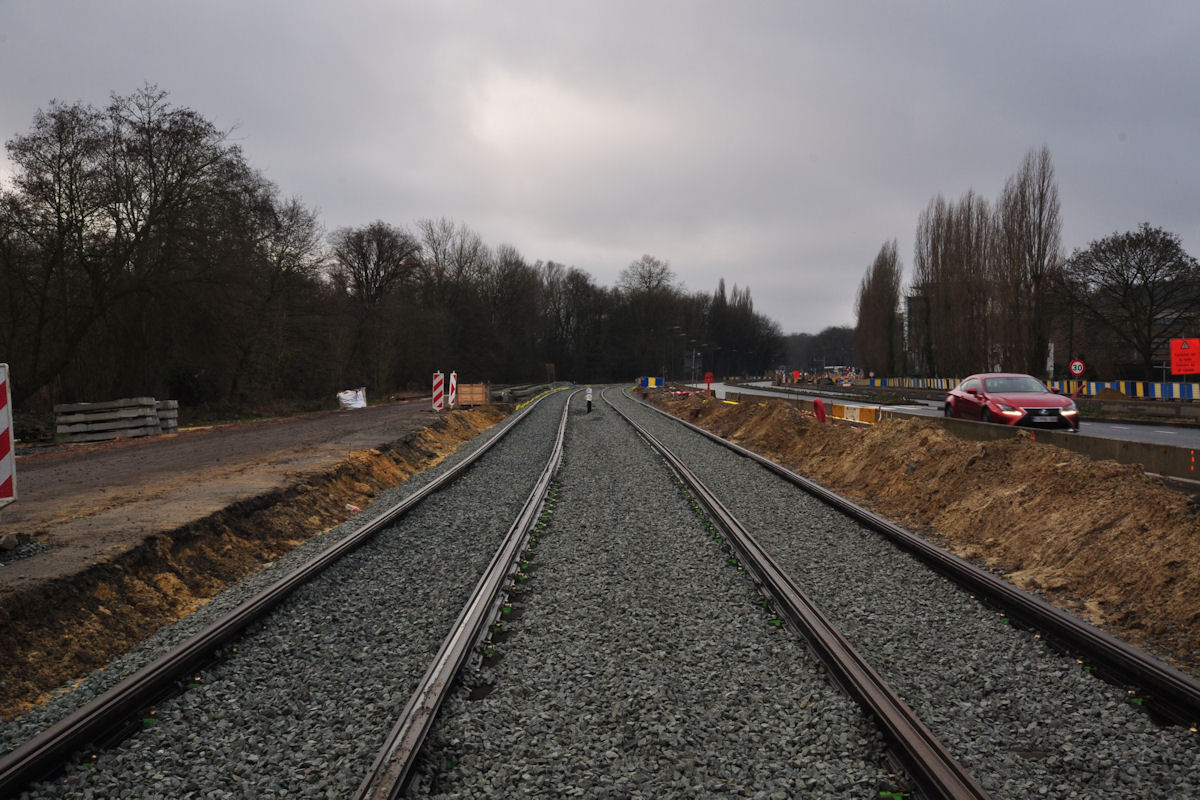
Aanleg van de sporen ter hoogte van de toekomstige halte (2017)
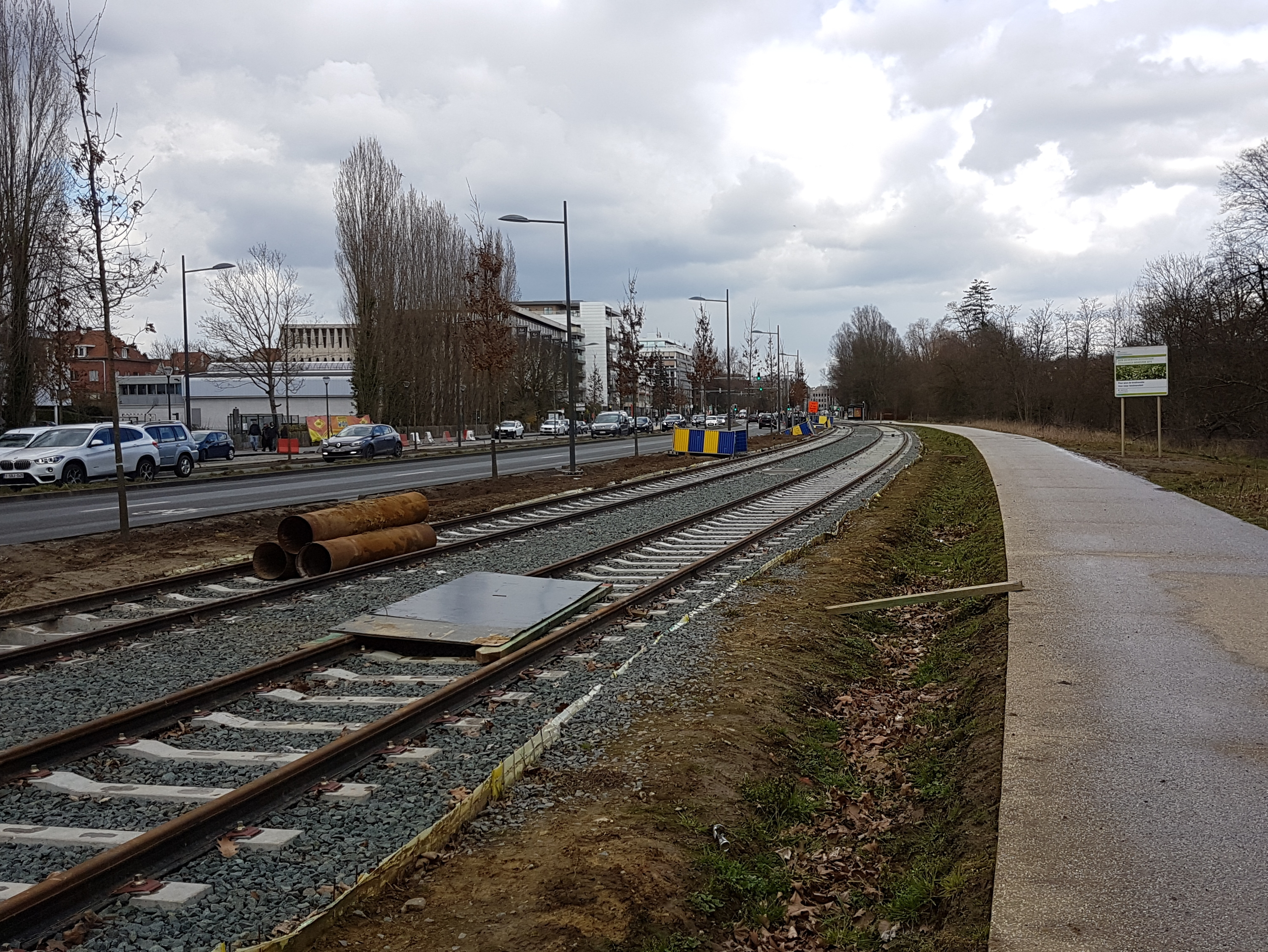
Trajectdeel Trammuseum - Bronnenpark (2018)

Louiza · 
Stefania · 
Defacqz · 
Baljuw · 
Vleurgat · 
Abdij · 
Legrand · 
Ter Kameren-Ster · 
Buyl · 
Johanna · 
ULB · 
Solbos · 
Marie-José · 
Brazilië · 
Boondaal Station · 
Renbaan van Bosvoorde · 
Lieveheersbeestjes · 
Bosvoorde Station · 
Delleur · 
Wiener · 
Valkerij · 
Tenreuken · 
Seny-park · 
Herrmann-Debroux · 
Oudergem-Shopping · 
Vorstrondpunt · 
Empain · 
Trammuseum · 
Bronnenpark · 
Voot · 
Woluwe Shopping · 
Roodebeek